# Орах
Орах (лат. Juglans regia) врста је ораха Старог свијета која се може наћи на простору од Балканског полуострва до Хималаја и југозападне Кине. Узгаја се широм Европе.

## Опис
Орах је велико, листопадно једнодомо дрво које достиже висину од 25–35 m и дебло дебљине од 2 m, обично са кратким деблом и широком крошњом, иако може бити виша и ужа у густим шумама. Врста је која захтева светлост и којој је потребно пуно Сунца да би се добро развила.

## Географска распрострањеност
Орах је пореклом из централне Азије и неких делова Европе. Унутар централне Азије постоји око 8.000 km2 шуме J. regia; више од половине се јавља у Киргистану, затим у Таџикистану и Узбекистану, а остатак у Туркменистану. Унутар Европе изворну распрострањеност врста је тешко класификовати јер је врста широко уведена и култивисана. Најчешће се сматра да је пореклом са Балканског полуострва и потенцијално из Шпаније. Врста је такође уведена у Кину, Аустралију и САД где је важна врста усева.

## Екологија
Орах је велико дрво, које расте до 35 m висине са великом крошњом. Може да живи и до 70 година. Врста захтева дугу топлу сезону за раст и осетљива је на зимске и касне пролећне мразеве. Врста преферира влагу и може преживети само кратак период суше. Врста захтева много светлости и преферира дубоко земљиште за оптималан раст. Juglans regia се не среће често у мешовитим шумама, јавља се у великим немешовитим састојинама или у изолованим зонама. Постоји велики број сорти врсте Juglans regia.